# مفصل لقمه‌ای
مفصل لُقمه‌ای (انگلیسی: Condyloid joint) مفصلی در سر بیضی‌شکل یک استخوان است که در حفرهٔ بیضی‌شکل استخوان دیگر حرکت می‌کند. مفصل لقمه‌ای مفصل سر و دهانه‌داری است که چرخش آن در حول محور عمودی انجام نمی‌گیرد.
مفصل لقمه‌ای گونه‌ای از مفصل است که در آن، انتهای برجسته یکی از استخوان‌ها که بیضی‌شکل است در حفره استخوان دیگر که آن هم بیضی شکل است قرار می‌گیرد مثل مچ دست (بین انتهای پایینی استخوان رادیوس و ردیف اول استخوان‌های مچ دست). این مفصل‌ها تقریباً کلیه حرکات به استثنای حرکات چرخشی را انجام می‌دهند.
سطح این مفصل مانند بیضی می‌باشد و به صورت مقعر و محدب بر روی یکدیگر قرار می‌گیرند. حرکت در این مفاصل حول دو محور انجام می‌شود: پس‌وپیش (کرونال، فرونتال): تا شدن / بازشدن، چپ‌راستی (پیکانی، سَهمی، ساجیتال/ساژیتال): دور شدن/نزدیک شدن برای نمونه: مفصل بین استخوان مچ دست و زند زبرین. مفصل مچ دست و زانو از نوع مفاصل لقمه‌ای می‌باشد، اما محورهای حرکتی مفصل زانو، پس‌وپیش و عمودی است، در حالی‌که محورهای حرکتی مچ دست پس‌وپیش و چپ‌راستی (پیکانی، سَهمی، ساجیتال) است.